# Saint-Vincent-les-Forts
Saint-Vincent-les-Forts är en kommun i departementet Alpes-de-Haute-Provence i regionen Provence-Alpes-Côte d'Azur i sydöstra Frankrike. Kommunen ligger  i kantonen Le Lauzet-Ubaye som ligger i arrondissementet Barcelonnette. År 2018 hade Saint-Vincent-les-Forts 375 invånare.

## Befolkningsutveckling
Antalet invånare i kommunen Saint-Vincent-les-Forts
Referens: INSEE